# ラジオ・フランス
ラジオ・フランス（Radio France）はパリ16区に本部を置くフランスの公共ラジオ放送局。1975年ORTF解体により設立された。日本国内のニュースで伝えられるフランス公共ラジオとは、この放送局のことである。

## 概要
ラジオフランスの事務は、各放送局で独自の番組を制作、そしてフランス国立管弦楽団と、フランス放送フィルハーモニー管弦楽団、フランス放送合唱団の運営などである。

## 主なラジオチャンネル
- France Inter（フランス語版） — 音楽、ニュース、エンターテイメントなど
- France Info — ニュース専門
- France Culture — 文化専門
- France Musique — クラシック音楽とジャズ専門
- France Bleu — ローカルラジオネットワーク
- FIP — 音楽専門
- Le Mouv` - pop専門

## 外部サイト
- ラジオ・フランス公式サイト